# Оуквуд (округ Полдинг, Охајо)
Оуквуд (енгл. Oakwood, Paulding County) град је у америчкој савезној држави Охајо.

## Демографија
По попису из 2010. године број становника је 608, што је 1 (0,2%) становника више него 2000. године.
| Група             | 2000.       | 2010.       |
| Белци             | 600 (98,8%) | 577 (94,9%) |
| Афроамериканци    | 0 (0,0%)    | 0 (0,0%)    |
| Азијати           | 1 (0,2%)    | 0 (0,0%)    |
| Хиспаноамериканци | 1 (0,2%)    | 26 (4,3%)   |
| Укупно            | 607         | 608         |